# Предменструални дисфорични поремећај
Предменструални дисфорични поремећај (ПМДП) један је од синдрома који се обично јавља недељу дана пре менструације, односно током лутеалне фазе менструалног циклуса, што значи да је главни фактор етиологије промена нивоа хормона. Неке теорије подржавају абнормалности у метаболизму калцијума. Такође су доказане и разлике у реактивности мозга пацијентица током ПМДП-а у погледу јаке реактивности на негативне стимулусе и немогућности сузбијања реакције у односу на здраве контролне групе у лутеалној фази.
Како предменструални дисфорични поремећај није званична дијагностичка категорија, он се сматра веома контроверзном дијагноза јер доводи до потеђкоћа у дијагностици и стигматизације жена, иако се у литератури често описује као синдром. Тешкоћа дијагностиковања ПМДП је један од разлога зашто адвокатима може бити тешко да наведу поремећај као одбрану од злочина, у веома ретким случајевима када је ПМДП наводно повезан са криминалом и насиљем.

## Епидемиологија
Процењује се да ПМДП погађа око 5% жена, али због непостојања консензуса о дијагностичким критеријумима, тачни епидемиолошки подаци нису познати. Сматра се и да око 80% жена има бар неке симптоме из наведених дијагностичких критеријума у смислу промене расположења, сна или одређених соматских тегоба, али недовољно да потраже медицинску помоћ. 

## Патофизиологија
Симптоми предменструалног дисфоричног поремећаја присутни су само код жена са менструацијом. Дакле, симптоми се не јављају током трудноће, након менопаузе или код жена које имају ановулацијски циклус. Док други поремећаји расположења обично трају током свих репродуктивних животних догађаја и независни су од менструалног циклуса жене.
Тренутни консензус о узроку ПМДП је комбинација:
- повећане осетљивости на флуктуирајуће нивое одређених хормона (репродуктивних хормона),

- стреса околине и

- генетске предиспозиције.[4]

Сексуални стероиди—естроген и прогестерон—су неуроактивни; примећено је да су на моделима пацова укључени у путеве серотонина. Серотонин је укључен у регулацију расположења заједно са естрогеном, чији се рецептори налазе у префронталном кортексу и хипокампусу — регионима који су најпознатији по свом учешћу у регулисању расположења и свеукупне спознаје.
Док временски распоред симптома указује на хормонске флуктуације као узрок ПМДП, видљива хормонска неравнотежа код жена са ПМДП није идентификована. У ствари, нивои репродуктивних хормона и њихових метаболита код жена са и без ПМДП се не разликују. Уместо тога, претпоставља се да су жене са ПМДП осетљивије на нормалне нивое хормонских флуктуација, претежно естрогена и прогестерона, који производе биохемијске догађаје у нервном систему који изазивају предменструалне симптоме.  Ови симптоми су преовлађујући код жена које имају предиспозицију за овај поремећај.
Очигледно је да су предменструални поремећаји биолошки вођени и да нису само психолошки или културни феномени. ПМДП су пријавиле жене са менструацијом широм света, што указује на биолошку основу која није географски селективна. Већина психолога закључује да је овај поремећај узрокован и реакцијом на флукс хормона и генетским компонентама. Постоје докази о херитабилности (ретроспективно пријављених) предменструалних симптома из неколико студија близанаца и породица спроведених 1990-их, при чему се показало да је наследност ПМДП око 56%.

### Генетски фактори
Иако се у академској заједници још увек расправља о томе да ли овај поремећај има специфичну генетску основу и да могући генетски фактори који доприносе ПМДП тек треба да буду детаљно истражени, недавно је идентификовано више генетских фактора који доприносе нерасположености, депресији, раздражљивост, повећаном апетиту, проблеми са спавањем, појави акни, задржавању течности, главобољи, мучнини и другим симптомима који су сви повезани са овим поремећајем.
Многе студије су приметиле да је полиморфизам гена неуротрофичног фактора који потиче из мозга (БДНФ), гена који помаже неуронима у њиховој функцији и опстанку у мозгу стварањем протеина који помаже у расту, сазревању и одржавању ових ћелија, може играти улогу у изазивању симптома ПМДП. То је зато што резултат овог полиморфизма опонаша обележја ПМДП: променљиво расположење, депресија и раздражљивост усредсређени на менструални циклус. Овај ген је опширно проучаван у вези са депресијом и, што је обећавајуће за истраживање ПМДП, мишеви хомозиготни за полиморфизам БДНФ показали су особине сличне анксиозности које су флуктуирале и мењале се око еструса мишева, аналогно људској менструацији, и тако опонашају неке од симптома ПМДП.

### Фактори ризика
Утврђено је да стресори из окружења проспективно повећавају ризик од симптома ПМДП. Компоненте животне средине као што су стрес, хормонске флуктуације и епигенетика играју кључну улогу у патологији и настанку поремећаја.
Неке студије су приметиле доказе о међуљудској трауми (насиље у породици, физичка или емоционална траума или злоупотреба супстанци) или сезонским променама (што ПМДП чини потенцијално коморбидним са сезонским афективним поремећајем) које утичу на ризик од ПМДП.
Најчешће присутан поремећај који се налази код оних са дијагнозом ПМДП је тешка депресија, при чему су је или стварно имали или су погрешно дијагностиковали када је требало да им се дијагностикује само ПМДП.
Коначно, фактор ризика за ПМДП који се лако може променити је пушење цигарета. Једна мета-анализа је открила драматично повећан ризик од развоја ПМДП код жена које пуше и имају менструацију.

### Веза са трудноћом и менопаузом
Жене са ПМДП обично уочавају да њихови симптоми нестају док су трудне. Предменструални дисфорични поремећај је првенствено поремећај расположења који је повезан са почетком менструације; трудноћа, менопауза и хистеректомија доводе до престанка менструације, чиме се зауставља појављивање предложених симптома изазваних сексуалним стероидима/серотонином.
Иако се може очекивати већа стопа постпорођајне депресије међу онима са ПМДП, велика студија жена са проспективно потврђеним ПМДП није открила већу преваленцију постпорођајне депресије у односу на контролну групу.

## Клиничка слика
Карактеристични симптоми ПМДП су:
- снижено расположење,
- анксиозност,
- афективна лабилност,
- раздражљивост и склоност ка међуљудским сукобима,
- смањено интересовање за уобичајене активности,
- слабија концентрација,
- осећај летаргије,
- брзи замор и недостатак енергије,
- несаница или прекомерна поспаност.

Могућа је и појава субјективног осећај „губљења контроле“, и појава физички симптома, као што су осећај надимања (едем), главобоља, бол у мишићима и зглобовима и повећање телесне тежине. 

## Дијагноза
Због бројности знакова и симптома и присуства субјективних осећаја, дијагноза захтева обавезно тражење присуство психолошких и физичких симптома.
Постоји неколико стручних медицинских смерница које пружају дијагностичке критеријуме за ПМДП. Жена може помоћи лекару у постављању дијагнозе ако користе метод свакодневног бележења својих симптома.  Вођење дневника помаже у разликовању када се јаве поремећаји расположења и омогућава да се ПМДП лакше разликује од других поремећаја расположења.
Код ПМДП- симптоми расположења су присутни само током лутеалне фазе или последње две недеље менструалног циклуса. Док су симптоми расположења ПМДП цикличне природе, други поремећаји расположења су променљиви или константни током времена.
Иако постоји недостатак консензуса о најефикаснијем инструменту за потврђивање дијагнозе ПМДП, неколико валидираних скала за снимање предменструалних симптома укључује:
- Календар предменструалних искустава

- Дневни запис озбиљности проблема  

У контексту истраживања, примењују се и тандардизоване нумеричке границе да би се потврдила дијагноза.

### Дијагностички и статистички приручник за менталне поремећаје  (ДСМ-5)
Иако је Дијагностички и статистички приручник за менталне поремећаје у свом петом издању (ДСМ-5) успоставио седам критеријума (А до Г) за дијагнозу ПМДП, постоји преклапање између критеријума за ПМДП у ДСМ-5 и критеријума пронађених у ДРСП.
Према ДСМ-5, дијагноза ПМДП захтева присуство најмање пет од седам симптома, при чему један од симптома мора да буду они наведени под бројевима 1-4.  Ови симптоми се морају јавити током недеље пре менструације и нестати након почетка менструације. Да би се испунили критеријуми за дијагнозу, симптоми морају бити забележени током два узастопна циклуса овулације како би се потврдила привремена и циклична природа симптома. Симптоми такође морају бити довољно јаки да утичу на нормалан посао, школу, друштвене активности или односе са другима.
Критеријуми АЦ симптома морају бити испуњени за већину менструалних циклуса који су се десили у претходној години и морали су у одређеној мери утицати на нормално функционисање (критеријум Д).
Критеријум А : Током већине менструалних циклуса током прошле године, најмање пет од следећих једанаест симптома (посебно укључујући најмање један од прва четири наведена) мора бити присутно у последњој недељи пре почетка менструације, и они мора почети да се побољшати у року од неколико дана након почетка менструације и постати минималан или одсутни у недељи након менструације:
1. Изражена лабилност (на пример, промене расположења)
2. Изражена раздражљивост или бес
3. Изразито депресивно расположење
4. Изражена анксиозност и напетост
5. Смањен интересовања за уобичајене активности
6. Тешко усредсређивање
7. Летаргија и изражен недостатак енергије
8. Изражена промена апетита (на пример, преједање или жудња за одређеном храном)
9. Хиперсомнија или несаница
10. Осећај преоптерећености или отсуство контроле
11. Физички симптоми (осетљивост или оток груди, бол у зглобовима или мишићима, осећај надутости и повећање телесне тежине )

Критеријум Б : један (или више) од следећих симптома мора бити присутан:
1. Изражена афективна лабилност (промене расположења, изненадни осећај туге или суза, или повећана осетљивост на одбацивање)
2. Изражена раздражљивост или бес или појачани међуљудски сукоби
3. Изражено депресивно расположење, осећај безнађа или самокритичне мисли
4. Изражена анксиозност, напетост или осећај да сте на ивици

Критеријум Ц : Мора бити присутан један (или више) од следећих додатних симптома да би се достигло укупно пет симптома када се комбинују са симптомима из критеријума Б:
1. Смањено интересовање за уобичајене активности (нпр. посао, школа, пријатељи, хобији)
2. Субјективна тешкоћа концентрације
3. Летаргија, лак замор или изражен недостатак енергије
4. Изражена промена апетита; преједање или жудња за одређеном храном
5. Хиперсомнија или несаница
6. Осећај преоптерећености или ван контроле
7. Физички симптоми као што су осетљивост или оток груди, бол у зглобовима или мишићима, осећај надутости или повећање телесне тежине

Критеријум Д : Симптоми наведени у критеријумима АЦ повезани су са клинички значајним узнемирењем или ометањем на послу, школи, уобичајеним друштвеним активностима или међуљудским односима (нпр. избегавање друштвених активности, смањена продуктивност и ефикасност на послу, школи или кући).
Клинички значајан дистрес није експлицитно дефинисан ДСМ-ИВ, где су га различити научници критиковали као превише нејасан и потенцијално штетан за оне са симптомима депресије, анксиозности или других поремећаја расположења, јер не испуњавају клиничке захтеве.
Критеријум Е : Поремећај није само погоршање симптома неког другог поремећаја, као што је велики депресивни поремећај, панични поремећај, упорни депресивни поремећај (дистимија) или поремећај личности, иако може коегзистирати са било којим од ових поремећаја.
Критеријум Ф : Критеријум А мора бити потврђен проспективним дневним проценама за најмање два циклуса симптома. Дијагноза се може поставити привремено пре ове потврде.
Критеријум Г : Симптоми се не могу приписати физиолошким ефектима супстанце (нпр. злоупотреба дрога, лекови или други третмани) или другом медицинском стању (нпр. хипертиреоза).

## Диференцијална дијагноза
Важно је разликовати ПМДП од предменструалног синдрома, који се такође карактерише раздражљивошћу и дисфоријом, али се не сматра психијатријским поремећајем у ужем смислу и не узрокује значајније сметње у свакодневном функционисању као што то чини предменструални дисфорични поремећај. Кључни фактор у постављању дијагнозе је временска повезаност симптома са менструалним циклусом.  
| Диференцијалне дијагнозе                               | Знаци и симптоми |
| ------------------------------------------------------ | --- |
| Велики депресивни поремећај                            | Симптоми депресије укључују лоше расположење, ниску енергију, анхедонију, промену апетита, поремећај сна, потешкоће у концентрацији и мисли о самоубиству. Отприлике половина случајева ПМС-а/ПМДД-а може имати коегзистирајућу дијагнозу депресије. Дијагноза ПМС-а или ПМДД-а може претходити постављању дијагнозе депресије или депресије, а ПМДД може коегзистирати. Критеријуми за дијагнозу ових поремећаја су различити, али не и искључиви. |
| Болести штитне жлезде (хипертироидна или хипотироидна) | - Симптоми и знаци хипотиреозе укључују повећање телесне тежине, затвор, нетолеранцију на хладноћу, депресију, суву кожу и одложене дубоке рефлексе тетива. - Хипертироидни знаци и симптоми укључују губитак тежине, лош сан, нетолеранцију на топлоту, поремећај срчаног ритма као што је атријална фибрилација и хиперрефлексија. |
| Генерализовани анксиозни поремећај                     | Симптоми анксиозности укључују палпитације и осећај страха. Могу се идентификовати окидачи за нападе анксиозности, а пацијент показује да избегава ове окидаче. Хронична или ситуациона анксиозност не варира у зависности од менструалног циклуса. Генерализовани анксиозни поремећај и ПМДД могу коегзистирати. Критеријуми су различити, али нису искључиви.                                                                                     |
| Масталгија                                             | Симптоми масталгије могу бити ограничени само на осетљивост и оток дојки, а масталгија може бити присутна и у другим временима осим током лутеалне фазе, али се погоршава током лутеалне фазе. |

## Терапија
Прва линија лечења ПМДД укључује лекове из групе селективних инхибитора поновног преузимања серотонина који се могу узимати током целог циклуса или само током симптоматских дана.
У литератури се наводи и употребу оралних хормонских контрацептива.
Остала симптоматска терапија укључује аналгетике против болова, седативе за анксиозност и несаницу, а у тежим случајевима могу се користити и диуретици за едем.
Један од облика лечења је и хигијенско дијететски режим живота - промене начина живота, вежбање и избегавање кофеина, као и суплементација калцијумом и витамином Д.

## Компликације
Симптоми ПМДП могу постати толико озбиљни да ометају свакодневни живот жене. Жене са депресијом могу имати горе симптоме током друге половине менструалног циклуса и могу захтевати промене у лековима. 
Неке жене са ПМДП имају самоубилачке мисли. Већа је вероватноћа да ће се самоубиство код жена са депресијом десити у другој половини менструалног циклуса. 
ПМДП може бити повезан са поремећајима у исхрани и ретераним пушењем.